# 中川勝就

中川 勝就（なかがわ かつなり、1997年3月16日 - ）は、日本のアイドル。男性アイドルグループ・OWVのメンバー。兵庫県出身。吉本興業所属。

## 来歴

### 幼少期～学生時代
幼稚園卒業まで父親の地元である大阪府に住んでおり、小学生になるタイミングで兵庫県に家族で引っ越した。
元々引っ込み思案な性格で、幼い頃から芸能活動に憧れはあったものの、周りに気持ちを打ち明けられないでいた。幼少期は母親が心配性だったこともあり、家のベランダが見える範囲で友人と遊んでいたと振り返る。
小学校の頃は、習い事で塾、習字、英会話、サッカーをしていた(ゴルフもやっていたそうだが、どの時点かは不明)。この頃の夢は医者だった。
中学時代はバスケチームでプレーする人に憧れてバスケ部に入部するが、球技が苦手だったことに気付いてしまう。なお、中学時代にK-POPと出会い、のちに憧れとなり、芸能界を本格的に志すきっかけともなるBIGBANGと出会う。高校進学前に初めてBIGBANGのライブを見に行き、当時衝撃を受けたと語っている。
高校時代に父親にボクシングスクールに連れて行かれたことをきっかけにボクシングと出会い、ボクシング部に入部する。ボクシングはこれまで経験したスポーツの中でも一番楽しかったと語っており、現在OWVとして活動する中でもボクシングとの付き合いは続いている。また、高校時代は遊戯王カードにはまっており、友人と公園でカードゲームをしたり、バスケで遊んだりしていたと話す。なぜかLMFAOのダンスを、全クラスのセンターで踊ったこともある。
高校卒業後は、地元の兵庫県にある大学に進学した。

### PRODUCE101JAPAN 参加前
大学1年生の頃に、知人に紹介してもらう形で俳優の事務所に所属する。当時からボーカルやダンスのレッスンを受けたり、モデルの仕事をしてみたいと考えていたものの、俳優を養成する事務所が故に演技のレッスンを受けていた。当時については、演技のレッスンが難しかったと振り返る。なお、俳優事務所時代には映画のエキストラとしての出演歴もある。
就職を考える時期に差し掛かる頃、韓国と提携する日本の事務所がグループを作るために練習生を募っているという情報を友人から入手し、俳優の事務所を辞めてオーディションに応募し、合格する。このオーディション合格をきっかけに上京し、1年半近く地元と東京を行き来する生活を送りながら、ダンスやボーカルの指導を受ける。しかし、大学4年生の時にグループとしてデビューできないことが確実となってしまい、いよいよ就職活動をするかの瀬戸際で大手事務所を受けるなど、様々なオーディションに参加するようになる。そして、その最後のチャンスとして、PRODUCE101JAPANに参加する。

### PRODUCE101JAPAN 参加～OWV結成後
PRODUCE101JAPANの初回順位は51位で、当時同じ事務所に所属していた後輩の稲吉ひかりと「Team Rapper Crew」としてレベル分けテストに登場する。初回評価はCクラス、再評価でBクラスとなる。ポジションバトルでは、上原潤、稲吉ひかり、岡野海斗とともにラップチームを組む。
この頃、現OWVのメンバーとの関わりはほとんどなかったが、「反逆のプリンス」に所属していた本田康祐と浦野秀太がダンススタジオで練習している際に、たまたま隣の部屋で練習していた中川と稲吉をのぞき見して、「背の高い二人組が上手くてヤバイ」と話したことを本田が明かしている。
当時の髪色については、目立った方が選抜に残れると思い金髪にして参加したところ、金髪をメンテナンスする紫シャンプーを用意し忘れてしまい、韓国合宿の現地で調達することもできないまま、微妙な金髪になってしまったと語っている。
投票2週目64位、3週目61位と推移し、最終順位63位で番組を終える。
脱落後はショックでふさぎ込んでしまい、「オーディションのことを全て忘れたかった」と話しているが、当時の練習生とは連絡を取っていた。浦野とは番組終了後に共通の友人を含めてカラオケに行っており、佐野文哉とも個人的に会う約束をしていたところ、佐野をOWVに勧誘していた本田と繋がった。
最後のチャンスのつもりで挑んだため番組終了後は就活を始めていたが、上述の経緯から本田に誘われる形でメンバーに加わり、2020年4月にOWVを結成。
2024年に、OWVのYouTubeチャンネルでボクシングのプロテストを受けることを決意。現在も決意を継続中。

## 人物

### 基本情報
身長183cm 、体重72kg
趣味は音楽鑑賞、作詞、車の運転、YouTube、QWV（OWVのファンの名称）とのペンライト遊び
特技はボクシング、料理、空気を読むこと

### アーティスト活動に関するエピソード
グループでのメンバーカラーは紫で、メインラッパーを担当している。
過去ツアーでは『OWV LIVE TOUR 2023-CASINO-』にて、ソロのオリジナルラップを披露し、同年から2024年にまたがって開催された『OWV LIVE TOUR 2023-MUSIUM-』では、本田とともに『Bling Bling』の一部をオリジナルのラップに差し替えてパフォーマンスした。
また、ファンミーティングの企画で、OWVの楽曲以外のラップをカバーすることもある。直近では2024年11月10日、23日に行われた王舞学園『王舞祭2024』で、事前にOWVのYouTubeチャンネルでエミネムの『Rap God』に挑戦することが明かされ、23日の大阪公演で披露した。
自身が初主演を務めた舞台『銭湯来人』では、劇中に使用されていたオリジナル曲のラップ部分を作詞した。
2025年4月9日にリリースされた3rdアルバム『Supernova』では、グループ初の試みとして、佐野とのラップメインのユニット曲『SQUARE』が収録された。SQUAREの作詞には佐野と共に関わっており、自身が持ち寄ったアイデアも採用されている。なお、佐野とは日頃から「凸凹(でこぼこ)」と称されるが、SQUAREでのユニット名は「p.m(ピーエム)」となっている(ユニット名の由来は、佐野が自身のラジオ番組で「お互いの共通イメージから付けた」と話している)。

### 嗜好・性格等に関するエピソード
好きな食べ物は寿司(特に貝類)。また、2024年5月30日に放送された『矢吹奈子のレコメン！』(文化放送)に出演した際に好きな野菜を質問されると、中華野菜の空芯菜をあげている。
親の影響で洋楽のブラックミュージックやヒップホップを聴くことが多かった。また、K-POPを聞くことも多く、特にBIGBANGのG-DRAGONをリスペクトしている。中学・高校の頃にBIGBANGライブを観て、芸能の道に憧れたと語っている。好きな日本人のラッパーはBonbero、その他数名の名前をあげている。
好きなゲームは『Apex Legends』で、OWVのYoutubeチャンネルで不定期ではあるが生配信もやっている。
ホラーやお化け屋敷が苦手で、Youtubeの企画でお化け屋敷に挑戦した際には恐怖のあまり床に寝っ転がってしまった。また、辛い食べ物と虫も苦手。
憧れの人は自身の父親としており、オンオフがはっきりしている点や、誰にでも優しい点を尊敬していると語っている。ちなみに、YouTubeの企画途中で父親に生電話したこともあり、親子の温かい会話を聞いた本田は思わず涙ぐんでしまった。
YouTubeの企画でMBTIを診断した際は、INFP-Aと結果が出た。学生時代はESFPだったようだが、「INFPの方が自分っぽい」と話している。
実家ではトイプードルとティーカッププードルを飼っており、帰省すると愛犬の様子を撮影して自身のSNSに投稿している。
学生時代のアルバイトは、焼き肉屋、カフェ、ミシュラン1つ星の寿司屋、引越し屋、スキー場のリゾートバイトを経験している。なお、スキー場のアルバイトはシーズンオフの時期に働いたため、暇な上に地元の兵庫でアルバイトするより安い給料をもらって帰るというやや苦い思い出がある(しかし、友人ができ、スノボがやり放題だった点では行ってよかったとポジティブに捉えている)。
インタビューで「長く愛しているもの」を聞かれた際には、幼稚園の頃から「ムイムイ」と名前を付けて大事にしているハムスターのおもちゃをあげており、今も実家に置いてあると語っている。
茶色のうがい薬で手を洗ったり、食堂で注文した前菜のコールスローを食べたつもりが、大将が次に出す揚げ物のタルタルソースだったりと、ポンコツな一面がある。
2024年2月8日にリリースした8thシングル『BREMEN』がオリコンチャート1位を獲得した日、発表時間に1人だけ自宅でアヒージョを作っており、メンバーが連絡してもしばらく連絡がつかなかった。メンバーやマネージャーの心配を他所に、「こういうところ、あるんだよな〜」と思ったと語っている。
レギュラー出演していた『競輪LIVE！チャリロトよしもと』(BSよしもと)で初めて競輪に触れたが、毎週積極的に指南役に質問するなど勉強熱心さもあり、徐々に頭角を表す。番組がない日も車券を買っていると番組内で話していた。番組最終回直前(2025年6月23日放送)の個人的中率ランキングで、2位を獲得した。
「面白いことをして欲しい」と他事務所の後輩から振られた際にV字開脚をして見せる、YouTubeの企画でジェンガをしている最中に浦野の獲得ポイント分を盗むなど、突拍子もない行動を取ることがある。特に、生配信になると大胆な発言や行動が増える。パンチラインは「俺をグループに入れた事を後悔してまえ」

### メンバーとのエピソード
実家が遠い浦野を家に泊めることが多く、得意の料理を振る舞うなど世話焼きな一面もある。また、2人でサウナや旅行に行くなど仲が良い。シンガポールを旅行した際には、宿の手配が直前だったために同じベッドで寝ることなってしまったなど、エピソードが絶えない。しかし、オーディション時代にはほとんど話したことがなく、OWV結成後に親交を深めていった。
本田とは趣味が似ていることもあり、「先輩だと思ってない」と軽口を叩くくらい仲が良い。2025年1月に沖縄で撮影されたVLOGでは、服を一緒に見て周り、お互いにお土産をプレゼントしている。しかし、気を許しているが故に本田への突っ込みも容赦なく、本田から指摘されてしまうこともある。
2024年12月1日に放送された『千鳥の鬼レンチャン』(フジテレビ)の第1回「4×200mリレーサバイバル」にチームOWVとして出場した際には、浦野とともにリレー途中で肉離れを起こしてしまった。しかし、オンエアでは肉離れを起こして痛がる浦野にフォーカスが当てられてしまい、自身の頑張りはあまり大きく取り上げられなかったと笑い話にしている。
2024年12月8日に開催されたホノルルマラソンにグループで挑戦した際は、幼少期に足が遅かったことにコンプレックスを感じており、当初は参加することに乗り気でなかった。「練習のためにルームランナーで20km走り込んだが、退屈だった」と話しており、佐野を困惑させた。マラソン当日は、浦野とともにぽかぽかの生放送出演を控えていたこともあり、時間制限がある中で挑み、佐野の力を借りながら見事グループ内2位で完走した。
2025年6月30日に放送された『競輪LIVE！チャリロトよしもと』最終回スペシャルにて、全曜日の出演者から4人が勝ち残る最終戦に見事出場し、最終レースでも安定の的中を見せ、回収率・的中率ともにその日の全出演の中でトップの戦績となった。しかし、最終レースに勝ち上がっていなかった本田が、裏で自腹で賭けて大当てしたことによりラストで主役の座を奪われてしまった。
2025年7月5日に放送された『OWV 佐野文哉 Saturday Summit』(FM FUJI)にて、朝早くに起きて部屋にあったロングソックスの親指部分を切り抜いてアームカバーに改造し、真夏の炎天下の中、長時間LUUPで移動するという奇想天外な行動を取り、またしても佐野を困惑させてしまったことが報告された。

## 出演
※メンバー全員での出演は、OWVの「出演」「ライブ・イベント」を参照

### テレビ
- スローでイージーなルーティーンで（2021年10月22日、関西テレビ）[51]
- ダウンタウンDX（2022年4月7日、読売テレビ）[52]
- 土曜はナニする!?（2022年7月16日、関西テレビ）[53]
- 3x3 SOUL（2022年8月7日、BSよしもと）[54]
- THE神業チャレンジ（2023年1月4日、TBS）- 「神業太鼓の達人」コーナーに出演。[55]
- サスティな!〜こんなとこにもSDGs〜（2023年4月8日、フジテレビ）-VTR出演[56]
- 沼にハマってきいてみた（2023年4月22日、NHK）[57]
- ほっとするわ（2023年5月29日、関西テレビ）[58]
- よんタメ（2023年8月18日、毎日放送）-コメント出演[59]
- DayDay.（2023年10月3日、日本テレビ）-「DottiDotti」コーナーに出演[60]
- 恋するシナリオ（2023年11月25日、12月2日、テレビ朝日）[61]
- 土曜はナニする!?（2023年12月2日-30日、関西テレビ）-「イケドラ」12月担当として出演[62]
- オールスター合唱バトル（2023年12月28日、フジテレビ）[63]
- サスティな!〜こんなとこにもSDGs〜（2024年2月17日、フジテレビ）-VTR出演[64]
- 競輪LIVE！チャリロトよしもと（2024年10月21日-2025年6月30日、BSよしもと）-月曜レギュラー[65]
- ぽかぽか（2023年1月10日-、フジテレビ）-隔週火曜日レギュラー

### テレビドラマ
- 永遠の昨日 第1話（2022年10月21日、毎日放送） - 赤木 役[66]
- ブルーバースデー（2023年2月8日 - 3月29日、関西テレビ） - 内田陽平 役[67]

### 配信ドラマ
- ブルーバースデー 〜最高の誕生日〜 （2023年3月29日・31日、dTV) - 内田陽平 役[68]
- I am…23歳たち 第3話「マスタッシュガール」（2024年1月26日配信、FOD / 2月26日、フジテレビ）[69][70]

### 配信番組
- PRODUCE 101 JAPAN（2019年9月26日-12月12日、GyaO）[9]
- ヨネダにラブ・ソングを…（2023年4月26日、Lemino）[71]

- 競輪LIVE！チャリロトよしもと（2024年10月21日-2025年6月30日、BSよしもと・YouTube）-月曜レギュラー[65]

### ラジオ
- Tresen（2021年1月14日、Fm yokohama）[72]
- レコメン！（2021年2月2日、文化放送）[73]
- レコメン！（2021年3月30日、文化放送）[74]
- EVENING STREET（2021年5月5日、FM AICHI）-「ONE LOVEのI LOVE DOG！」コメント出演[75]
- Music Bit（2021年10月21日、FM大阪）[76]
- 4 SEASONS（2021年10月21日、Kiss FM KOBE）[77]
- レコメン！（2022年3月16日、文化放送）[78]
- 山崎怜奈の誰かに話したかったこと（2022年8月1日、TOKYO FM）[79]
- G.U.Mとがむしゃラジオα（2022年10月30日、FM大阪）[80]
- JA全農 COUNTDOWN JAPAN（2023年7月1日、TOKYO FM）[81]
- LOVE FLAP（2023年7月20日、FM大阪）[82]
- ABCミュージックパラダイス（2023年7月25日、ABCラジオ）[83]
- 四千ミルク（2023年7月26日、FM FUJI）[84]
- SOUND GENIC（2023年7月27日、Date fm）[85]
- intense!（2023年7月27日、FM大阪）[86]
- Tresen（2023年7月28日、Fm yokohama）[87]
- アカネクラブ（2023年7月28日、FM大阪）[88]
- ラジラジ！（2023年8月1日、FM大阪）[89]
- Mタウン（2023年8月8日、MBSラジオ）[90]
- ALL GOOD FRYDAY（2023年8月18日、J-WAVE）[91]
- よしもとラジオ高校「らじこー」（2023年8月24、FM大阪）[92]
- SOUND SPLASH（2023年11月6日、FM NIIGATA）[93]
- 村上佳菜子のプラス・ミュージック（2024年2月3日、10日、FM AICHI）[94]
- ミュージックライン（2024年2月5日、NHK-FM）[95]
- STEP ONE（2024年2月13日、J-WAVE）[96]
- ALL GOOD FRYDAY（2024年3月1日、J-WAVE）[91]
- レコメン！（2024年5月30日、文化放送）
- Da-iCEの大野雄大ッス！ supported by BOAT RACE（2024年9月20日、27日、TOKYO FM）[97]
- OWV 佐野文哉 Saturday Summit（2024年10月19日、26日、FM FUJI）
- ミュージックライン（2024年10月29日、NHK-FM）[98]
- START LINE（2024年11月1日、J-WAVE）[99]
- RAD～Radio All Day～（2025年3月13日、Date fm）[100]
- SOUND SPLASH（2025年4月7日、FM NIIGATA）[101]
- STEP ONE（2025年4月10日、J-WAVE）[102]
- RADIO GROOVE（2025年4月14日、FM NORTH WAVE）[103]
- ミュージックライン（2025年4月17日、NHK-FM）[104]

### 映画
- ブルックリンでZ級監督と恋に落ちた私（2026年春公開予定） - レン 役[105]

### 舞台
- 舞台『銭湯来人』（2024年7月20日 - 28日、草月ホール） - 主演・山田来人 役[106]

### イベント
- Rakuten GirlsAward 2022 AUTUMN/WINTER（2022年10月8日、幕張メッセ）[107]

- Rakuten GirlsAward 2023 SPRING/SUMMER（2023年5月4日、国立代々木競技場第一体育館）[108]
- Jean Paul GAULTIER'S FASHION FREAK SHOW（2023年6月9日、フェスティバルホール）[109]

- Rakuten GirlsAward 2023 AUTUMN/WINTER（2023年9月30日、幕張メッセ）[110]

- Rakuten GirlsAward 2024 SPRING/SUMMER（2024年5月3日、国立代々木競技場第一体育館）[111]
- UNDER5 AWARD 2024 LIVE（2024年9月4日、渋谷区文化総合センター大和田さくらホール)[112]

- Rakuten GirlsAward 2024 AUTUMN/WINTER（2024年10月19日、幕張メッセ）[113]

- Rakuten GirlsAward 2025 SPRING/SUMMER（2025年5月3日、国立代々木競技場第一体育館）[114]
- ファンタジア国際映画祭2025 「ブルックリンでZ級監督と恋に落ちた私」ワールドプレミア（2025年7月23日、コンコルディア大学内SGWU劇場ホール）